# Věra Čáslavská
Věra Čáslavská (Praga, 3 de maio de 1942 — Praga, 30 de agosto de 2016) foi uma ginasta tcheca que competiu em provas de ginástica artística.
Čáslavská conquistou, na década de 1960, o bicampeonato olímpico no individual geral feminino, feito realizado apenas por ela e pela soviética Larissa Latynina, além de ser a ginasta tcheca mais vitoriosa da história. No total, a ex-ginasta possui 22 títulos internacionais. Foi a primeira ginasta a conseguir uma nota 10 num campeonato internacional da modalidade, feito conseguido no Campeonato Europeu de Ginástica Artística de 1967 - exercício de solo no individual geral e final na trave.
Após quarenta anos, seu recorde - de medalhas ganhas individualmente em Olimpíadas - ainda não foi batido. Também pertence a Caslavska, o feito inédito de conquistar medalhas de ouro em todos os eventos olímpicos individuais (individual geral, solo, trave, barras assimétricas e salto).

## Carreira
A carreira esportiva de Vera começou na patinação artística, mas aos quinze anos a jovem optou pela troca à modalidade gímnica. No ano seguinte, no Campeonato Mundial de Moscou - no qual conquistou uma medalha de prata por equipes - deu-se sua estreia em competições de ginástica. Um ano mais tarde, uma nova estreia para a atleta de, até então, dezessete anos: O Campeonato Europeu. Nele, a tcheca somou o ouro no solo e a prata por equipes às suas medalhas internacionais.
Em 1960, deram-se as Olimpíadas de Roma, e em mais esta estreia, Čáslavská conquistou medalha - uma prata, na disputa por equipes. No ano seguinte, em nova edição do Campeonato Europeu, a ginasta conquistou um bronze no solo e um outro no concurso geral. Já no Mundial de Praga, realizado em 1962, a ginasta conquistou quatro medalhas em seis eventos. A primeira delas, veio por equipes. Ao lado de Eva Bosáková, Libuse Cmiralova, Hana Růžičková, Ludmilla Švédová, Adolfina Tkačíková-Tačová, a ginasta conquistou uma prata, ao não superar a favorita União Soviética de Larissa Latynina e Polina Astakhova. Em seguida, outra prata para a tcheca, no individual geral, entre duas ginastas soviéticas. Nas finais por aparelhos, Čáslavská conquistou seu primeiro ouro individual, no salto sobre o cavalo, e encerrou participação com um bronze, no solo.
Internacionalmente, sem disputas de grande porte em 1963, a ginasta estreou o ano seguinte nos Jogos Olímpicos de Tóquio, no Japão. Nesta edição, Vera conquistou quatro medalhas. Na disputa por equipes, ao lado de Hana Ruzicková, Jaroslava Sedlacková, Adolfina Tkaciková, Mária Krajcirová e Jana Posnerová, a ginasta encerrou na segunda colocação, atrás da União Soviética. No individual geral, a tcheca superou suas “rivais” Latynina e Astakhova. Nas disputas por aparatos, ouro na prova do salto, novamente a frente da soviética Larissa. Na trave, sua última medalha de ouro, mais uma vez superando as soviéticas – Latynina (bronze) e dessa vez, Tamara Manina (prata).
No ano seguinte, em mais uma edição do Campeonato Europeu, a ginasta conquistou cinco medalhas de ouro, em cinco eventos disputados. Feito este, repetido na posterior competição, de 1967, tornando Vera bicampeã de todos os eventos individuais. Um ano antes, duas foram as disputas: No Campeonato Tcheco, a atleta conquistou o ouro no concurso geral. Já no Campeonato Mundial de Dortmund, as tchecas encerraram a hegemonia soviética e conquistaram o ouro por equipes. Em seguida, tornou-se campeã do individual geral. Nas finais individuais por aparelhos, foi a primeira colocada na prova do salto sobre o cavalo - a frente da favorita, a alemã Erika Zuchold – e prata na trave e no solo, superada pela soviética Natalia Kuchinskaya, medalhista de ouro em três, dos quatro aparatos.
Em junho de 1968 Cáslavská assinou o “Dois mil palavras”, um documento que apelou a progressos mais rápidos em direção a verdadeira democracia na Tchecoslováquia, durante o movimento “Primavera de Praga”, contra o comunismo soviético. Depois que tanques da URSS invadiram Praga, em agosto do mesmo ano, a ginasta, para  fugir de detenção política, refugiou-se em uma aldeia nas montanhas de Šumperk. E, apenas poucas semanas antes da abertura das Olimpíadas, foi que obteve a permissão para voltar a equipe olímpica. E, foi como última competição de sua carreira, que deram-se os Jogos da Cidade do México. Neles, a atleta conquistou seis medalhas em seis disputadas, das quais quatro foram de ouro e duas dessas lhe garantindo o bicampeonato olímpico, além do inédito feito de atingir seis pódios em um total de seis. Na disputa por equipes, prata para as tchecas. No individual geral, ouro para Vera. Nas finais por aparelhos, prata na trave e ouro nos demais eventos. Pouco depois de encerradas as Olimpíadas, a ainda ginasta casou-se com o corredor medalhista da edição anterior, Josef Odložil, na Catedral da Cidade do México, em uma cerimônia assistida por milhares de mexicanos, que também a elegeram a melhor atleta feminina da competição.
Ao voltar para seu país, Čáslavská fora reverenciada por sua forma de protestar durante os Jogos Olímpicos: nas premiações. No entanto, a Federação discordou de sua postura. Por sua efetiva participação no movimento pró-democracia, a atleta fora proibida de viajar e participar de competições nacionais e internacionais. Com isso, Vera retirou-se da prática desportiva competitiva. Mais tarde, as autoridades se recusaram a aceitar a publicação de sua autobriografia e insistiram que ela fosse rigorosamente censurada no Japão.[carece de fontes?] Na sequência, para conseguir deixar o país e trabalhar no México como treinadora – para os Jogos de Moscou -, o governo mexicano precisou ameaçar interromper as exportações de óleo à Tchecoslováquia. Ao final da década de 1980, após insistente pressão de Juan Antonio Samaranch, à época o presidente do Comitê Olímpico Internacional, cedeu à Vera a “Ordem Olímpica” e o direito reconhecido de técnica e juíza oficial de ginástica.
Após a queda do comunismo, em 1989, a vida profissional de Čáslavská mudou completamente. A ex-atleta fora eleita conselheira do presidente Václav Havel e presidente honorária da Associação Tcheca-japonesa. Além de receber o troféu Pierre du Coubertin International Fair Play, concedido pela UNESCO. Em seguida, após deixar o gabinete oficial, foi eleita presidente do Comitê Olímpico Tcheco. No ano de 1995, tornou-se membro do COI e recebeu a medalha de honra ao mérito tcheco. Pouco antes, em 1991, a tcheca recebera mais uma honraria – ser introduzida no Hall da Fama Internacional Esportivo Feminino. Dois anos mais tarde, a ex-ginasta reclusou-se dos olhos do público em decorrência do falecimento de seu ex-marido, após sofrer graves lesões em uma briga com o filho do casal, Martin.
No ano de 1998, Vera entrou para o International Gymnastics Hall of Fame e em 2001, por motivos de saúde, abandonou suas obrigações com o COI. Passou os últimos anos de sua vida reclusa, em Praga.
Morreu em Praga em 30 de agosto de 2016, aos 74 anos, devido a complicações de um câncer de pâncreas.

## Principais resultados
| Ano  | Evento                                    | AA                | Equipe           | Salto sobre o cavalo | Trave            | Barras assimétricas | Solo              |
| ---- | ----------------------------------------- | ----------------- | ---------------- | -------------------- | ---------------- | ------------------- | ----------------- |
| 1958 | Campeonato Mundial de Ginástica Artística |                   | Medalha de prata |                      |                  |                     |                   |
| 1959 | Campeonato Europeu                        |                   | Medalha de prata |                      |                  |                     | Medalha de ouro   |
| 1960 | Jogos Olímpicos                           |                   | Medalha de prata |                      |                  |                     |                   |
| 1961 | Campeonato Europeu                        | Medalha de bronze |                  |                      |                  | Medalha de bronze   |                   |
| 1962 | Campeonato Mundial de Ginástica Artística | Medalha de prata  | Medalha de prata | Medalha de ouro      |                  | Medalha de bronze   |                   |
| 1964 | Jogos Olímpicos                           | Medalha de ouro   | Medalha de prata | Medalha de ouro      | Medalha de ouro  |                     |                   |
| 1965 | Campeonato Europeu                        | Medalha de ouro   |                  | Medalha de ouro      | Medalha de ouro  | Medalha de ouro     | Medalha de ouro   |
| 1966 | Campeonato Nacional Tcheco                | Medalha de ouro   |                  |                      |                  |                     |                   |
| 1966 | Campeonato Mundial de Ginástica Artística | Medalha de ouro   | Medalha de ouro  | Medalha de ouro      | Medalha de prata |                     | Medalha de bronze |
| 1967 | Campeonato Europeu                        | Medalha de ouro   |                  | Medalha de ouro      | Medalha de ouro  | Medalha de ouro     | Medalha de ouro   |
| 1968 | Jogos Olímpicos                           | Medalha de ouro   | Medalha de prata | Medalha de ouro      | Medalha de prata | Medalha de ouro     | Medalha de ouro   |

Notas
- a. ^ : Peso e altura de acordo com último dado obtido enquanto atuante na modalidade esportiva.